# Kocytean
Kocytean è il sesto EP del gruppo musicale svedese Katatonia, pubblicato il 19 aprile 2014 dalla Peaceville Records.

## Descrizione
Pubblicato in occasione dell'annuale Record Store Day, si tratta di un vinile contenente una selezione di sei b-side comprese tra il 2006 e il 2012, durante le sessioni di registrazione degli album The Great Cold Distance, Night Is the New Day e Dead End Kings.

## Tracce
Lato A
1. Unfurl – 4:52 (Jonas Renkse)
2. Sold Heart – 4:32 (Jonas Renkse)
3. Ashen – 4:08 (Anders Nyström, Jonas Renkse)

Lato B
1. Second – 3:34 (Jonas Renkse, Anders Nyström)
2. Code Against the Code – 3:34 (Jonas Renkse)
3. The Act of Darkening – 5:55 (Anders Nyström)

## Formazione
Gruppo
- Jonas Renkse – voce, arrangiamento, tastiera (eccetto tracce 2 e 3), loop e programmazione (tracce 1 e 5), chitarra (eccetto tracce 2 e 3)
- Anders Nyström – chitarra, arrangiamento (eccetto traccia 2), tastiera (eccetto tracce 2 e 3), loop e programmazione (tracce 1 e 5), cori (tracce 4 e 6)
- Fredrik Norrman – chitarra (eccetto tracce 4 e 6), arrangiamento (traccia 3)
- Mattias Norrman – basso (eccetto tracce 4 e 6), arrangiamento (traccia 3)
- Daniel Liljekvist – batteria, arrangiamento (eccetto tracce 1, 2 e 5)
- Per Eriksson – chitarra e arrangiamento (tracce 4 e 6)
- Niklas Sandin – basso e arrangiamento (tracce 4 e 6)

Altri musicisti
- Jens Bogren – tastiera, loop e programmazione (tracce 1 e 5)
- David Castillo – tastiera, loop e programmazione (tracce 1 e 5)
- Peter Damin – percussioni (tracce 1 e 5)
- Frank Default – sintetizzatore, programmatore, Fender Rhodes e percussioni (tracce 2 e 3), tastiera (tracce 4 e 6)
- JP Asplund – percussioni (tracce 4 e 6)

Produzione
- Jonas Renkse – produzione, missaggio (tracce 2, 4 e 6), ingegneria del suono (traccia 2)
- David Castillo – produzione (tracce 1 e 5), missaggio e ingegneria del suono (eccetto traccia 2), coproduzione (traccia 3)
- Frank Default – produzione (tracce 1 e 5)
- Anders Nyström – produzione (tracce 3, 4 e 6), missaggio (tracce 4 e 6)
- Per Eriksson – ingegneria del suono (tracce 4 e 6)